# Tiroteo escolar de Aracruz
El tiroteo escolar de Aracruz ocurrió el 25 de noviembre de 2022, cuando un joven invadió dos escuelas y disparó en Aracruz, Espírito Santo. Cuatro personas murieron y al menos once resultaron heridos.

## Ataque
El ataque comenzó alrededor de las 9:30 a. m.. El tirador actuó vestido con ropa de camuflaje y encapuchado. Rompió un candado e invadió la Escuela Primaria y Secundaria Primo Bitti, disparando contra 11 personas, dos de las cuales eran docentes, que murieron en el acto. Luego, condujo hasta la unidad privada Centro Educacional Praia de Coqueiral, ingresando a las 9:49 a. m. por el portón, que no estaba cerrado, y disparó contra otras tres víctimas, una de las cuales, estudiante de 6 años de primaria, murió en el acto. El perpetrador huyó de la escuela un minuto después, a las 9:50 a. m., en automóvil. Desapareció hasta entrada la tarde, cuando la Policía Militar dijo que el autor del ataque había sido detenido.

## Víctimas
Las víctimas de los ataques fueron identificadas por múltiples fuentes de noticias:
- Selena Zagrillo, 12
- Maria da Penha Pereira de Melo Banhos, 48
- Cybelle Passos Bezerra Lara, 45
- Flavia Amoss Merçon Leonardo, 38

## Perpetrador
El tirador, Gabriel Rodrigues Castiglioni, era activo en comunidades neonazis en línea que promovían el aceleracionismo. La vestimenta que vestía durante los ataques tenía un gran parecido en estilo con los uniformes que usaban los miembros de la organización terrorista Atomwaffen Division. Una bandera casera de la Alemania nazi también se usaba en la manga del hombro del camuflaje de Rodrigues.
Las armas utilizadas en los ataques pertenecían al padre de Rodrigues, un teniente de la Policía Militar. Afirmó haber comenzado a planificar el ataque desde 2019, cuando sufrió acoso escolar. Fue inspirado en gran parte por la masacre en Suzano, un tiroteo escolar ocurrido en el sur de Brasil donde dos estudiantes asesinaron a 8 personas antes de suicidarse. Rodrigues manejaba las armas de su padre en secreto y aprendió a usarlas mediante tutoriales de Internet.

## Repercusión
Tras el ataque, la Municipalidad de Aracruz anunció la suspensión de clases en la red municipal.
El alcalde de Aracruz, Dr. Coutinho, dijo que esta fue "la mayor tragedia que haya visto nuestra ciudad". El gobernador de Espírito Santo, Renato Casagrande, dijo que seguiría el caso 'con pesar y mucha tristeza', y declaró tres días de luto oficial en el estado. El presidente electo Luiz Inácio Lula da Silva se expresó en Twitter : "Mi solidaridad con las familias de las víctimas de esta absurda tragedia".
Como un resultado directo del ataque, Telegram fue bloqueado en todo Brasil, dado que el perpetrador lo usaba frecuentemente en comunidades donde se compartía información en cómo armar bombas e contenido odioso y antisemita.
En diciembre de 2022, el perpetrator fue condenado a tres años de detención preventiva, el castigo más grave para menores de edad en Brasil.